# Lick It
Lick It è una raccolta del gruppo punk Dwarves pubblicata il 23 marzo 1999 da Recess Records come CD e LP.

## Tracce
1. Lick It – 1:21
2. In and Out – 2:07
3. Oozle – 1:46
4. Don't Love Me – 1:08
5. Monday Blues – 1:25
6. Mined Expanders – 1:07
7. I'm a Living Sickness – 2:57
8. College Town – 2:13
9. Be a Caveman – 1:12
10. Get Out of My Life – 1:38
11. Eat My Dinner – 1:04
12. Queen of the Surf (Sometimes Gay Guys Don't Wear Pink) – 1:06
13. Love Gestapo – 2:59
14. Nothing – 1:27
15. Underwater (Beasts from the East Comp) – 1:39
16. Nobody Spoil My Fun – 2:59
17. I'm a Liar – 2:01
18. Wind Blows Your Hair – 2:14
19. Chocolate River – 2:58
20. 13 Stories High – 1:34
21. When I Needed You – 2:31
22. Stop and Listen – 2:20
23. You Need Love – 2:11
24. Mad and Kinda Sad – 2:22
25. Brand New Cadillac – 1:47
26. Love Makes Me a Monster – 2:19
27. Average Dick – 2:14
28. Every Night – 3:20
29. Schizophrenic X-Mas – 2:44
30. Mommy Daddy – 3:01
31. Love Makes Me a Monster 2 – 2:32
32. I Hate Girls – 1:05
33. Leave Your Mouth at Home – 1:13
34. Suburban Nightmare – 0:09

## Crediti[2]
- Blag Dahlia - produttore
- Todd Congelliere - artwork
- Mark Wheaton - mastering
- Harper Hug - sequencing